# A Futile and Stupid Gesture
A Futile and Stupid Gesture is een Amerikaanse biografische film uit 2018, geregisseerd door David Wain en gebaseerd op het boek A Futile and Stupid Gesture: How Doug Kenney and National Lampoon Changed Comedy Forever van Josh Karp uit 2006.

## Verhaal
In de jaren 1970 en jaren 1980 zal het humoristisch magazine National Lampoon veel invloed uitoefenen op de media, vooral na het succes van de filmkomedie Animal House in 1978. Een van de oprichters was de briljante maar getroebleerde Harvard-graduaat Doug Kenney.

## Rolverdeling
| Acteur           | Personage      |
| ---------------- | -------------- |
| Will Forte       | Douglas Kenney |
| Martin Mull      | Modern Doug    |
| Domhnall Gleeson | Henry Beard    |
| Matt Walsh       | Matty Simmons  |
| Joel McHale      | Chevy Chase    |
| Emmy Rossum      | Kathryn Walker |

## Release
A Futile and Stupid Gesture ging op 24 januari 2018 in première op het Sundance Film Festival.